# Грутхусе, Лодевик ван
Лодевик ван Грутхусе (нидерл. Lodewijk van Gruuthuse), или Лодевик Брюггский (нидерл. Lodewijk van Brugge, фр. Louis de Bruge; около 1427 — 24 ноября 1492), граф Уинчестер, — нидерландский военный и государственный деятель.

## Биография
Происходил из фламандского рода ван Грутхусе, и был наиболее знаменитым представителем этой семьи воинов.
Сын Яна IV ван Грутхусе, и Маргариты, госпожи Стенхусе, Авелгема, и прочее.
Сеньор ван Грутхусе, Стенхусе, Осткамп, Тилт-тен-Хове, Авелгем, Эспьер, и прочее.
Впервые с оружием в руках отличился на нескольких джострах, и в 1449 году стал виночерпием герцога Бургундского. Тот, зная о популярности семейства Грутхусе в Брюгге, поручил Лодевику командование в этом городе в период борьбы с Гентским восстанием, с содержанием в один ливр в день. Участвовал в битве при Гавре, где был посвящен в рыцари. Годом ранее протестовал против ужасных опустошений произведенных маршалом Бургундии в окрестностях Гента.
Сопровождал герцога в поездке в Утрехт, где Филипп Добрый поставил епископом своего внебрачного сына Давида. В описании этой церемонии Лодевик вместе с другим дворянином упоминаются, как самые богатые участники, после своих принцев. По словам Жоржа Шателена, они были облачены в красное сукно, расшитое золотом, самое красивое, какое можно найти или пожелать.
В 1461 году Лодевик находился с герцогом Бургундским при торжественном въезде Людовика XI в Париж, и с несколькими бургундскими сеньорами устроил джостру, сражаясь против всех желающих.

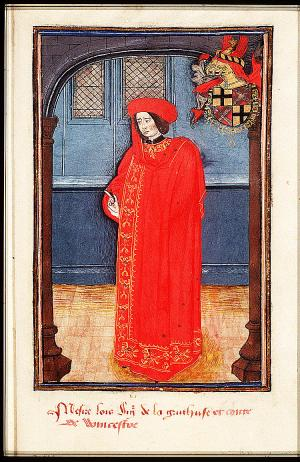
Лодевик Брюггский

2 мая того же года на капитуле в Сент-Омере он был принят в рыцари ордена Золотого руна, а 14 мая 1463 назначен статхаудером Голландии, Зеландии и Фрисландии, с содержанием в 300 ливров в год.
В 1466 году участвовал в осаде Динана. Находился рядом с Карлом Смелым при вступлении нового герцога в Гент, и постарался умерить гнев принца, недовольного приемом, который ему оказали горожане.
В 1467 году ездил в Англию на переговоры о браке герцога с Маргаритой Йоркской. В 1470 году, после переворота, произведенного графом Уориком, Лодевик Брюггский оказал значительную помощь свергнутому Эдуарду IV. Он командовал отрядами, погруженными на корабли, которые сеньор де Ла-Вер привел в устье Сены с целью отбить суда, захваченные Уориком. В это время сеньор ван Грутхусе попал под подозрение в измене: один шпион, схваченный в Мидделбурге, показал, что получил от него задание доставить письмо, в котором Лодевик предлагал адмиралу Франции провести 15 июня встречу в Абвиле для обсуждения совместных действий (Франция поддерживала Уорика). Лодевик ответил на это оскорбление публичным вызовом.
После прибытия Эдуарда IV в Голландию, Лодевик Брюггский оказал ему гостеприимство, сопроводил к герцогу и чествовал короля в своем особняке в Брюгге и в замке Осткамп.
После восстановления Эдуарда на троне, Лодевик был направлен к нему послом, и в награду за помощь по просьбе парламента 15 октября 1472 был возведен в достоинство графа Винчестерского, с годовым доходом в 200 фунтов стерлингов, для и его мужского потомства. Эдуард пожаловал ему герб прежних графов Винчестера, разрешив соединить его с гербом Англии.
В 1471 году, после начала франко-бургундской войны, Карл Смелый поручил Лодевику Брюггскому командование частью своей армии, чтобы остановить продвижение коннетабля Сен-Поля, вторгшегося в Артуа. Французский командующий спешно ретировался к Сен-Кантену. Затем Лодевик участвовал в осаде Нойса.
Ко времени прихода к власти Марии Бургундской Лодевик Брюггский был более влиятелен и популярен, чем когда-либо, тем не менее, ему пришлось расстаться с наместничеством в Голландии, так как жители страны больше не хотели находиться под его управлением. Он был отправлен в составе посольства к Людовику XI в Перонну, и король Франции безуспешно предлагал ему более значительное графство, чем то, которое тот имел в Англии.
Всегда готовый посредничать между правительством и народом, Лодевик ходатайствовал перед герцогиней об аннулировании некоторых обязательств брюггской общины, в чем преуспел, как об этом свидетельствовали магистраты и декан города на ассамблее, прошедшей 3 марта 1477.
Снова назначенный капитаном Брюгге, граф приготовил все необходимое для обороны от французов и организовал корпус кулевринеров для службы в артиллерии. Вместе с Филиппом ван Хорном, сеньором де Босиньи, он 16 апреля принял и провел во дворец посольство императора Фридриха III, приехавшее для обсуждения брака Марии и Максимилиана Габсбурга, и 19 августа был одним из немногих свидетелей на церемонии бракосочетания. Тогда он являлся хранителем печати принцессы, ее советником и камергером, и одним из душеприказчиков.
В 1482 году началось противостояние гентцев с Максимилианом. Лодевик был назначен в Гент, дабы успокоить буржуазию, затем отправился во Францию для переговоров с Людовиком XI и одобрения Аррасского договора.
С согласия сеньора Беверена и бургомистра Брюгге он добился от Максимилиана отказа в пользу делегатов Штатов Фландрии от права опеки над сыном, герцогом Филиппом, в обмен на ежегодную ренту в 80 тыс. экю. Вскоре эрцгерцог продемонстрировал намерение отказаться от выполнения договоренностей, и вызвал Лодевика и его коллег в Брюссель для проведения капитула ордена Золотого руна. Те обратились к арбитражу короля Франции, и декларировали готовность предстать перед собратьями по ордену, если им будет предоставлена охранная грамота. Начавшаяся вскоре война закончилась восстановлением власти Максимилиана, а Лодевик стал одной из жертв его реакции.
1 июня 1485 он был арестован и препровожден в Стен. Гнев Габсбурга был столь силен, что Лодевик мог бы подвергнуться серьезной каре, если бы не вмешательство других рыцарей Золотого руна. Они заявили, что арестованный может предстать только перед судом равных, и должен быть отпущен под клятвенное обязательство явиться перед орденским капитулом по первому требованию. Несмотря на свое желание отомстить одному из самых популярных во Фландрии людей, Максимилиан был вынужден отпустить его на свободу.
Деспотические методы Максимилиана привели к новому возмущению, в результате которого эрцгерцог, ставший Римским королем, был арестован брюггцами. Лодевик принял активное участие в переговорах между различными провинциями на предмет заключения общего соглашения. Едва выйдя на свободу, Максимилиан нарушил свои обещания под предлогом того, что был принужден к ним силой, и Грутхусе был внезапно схвачен и помещен в Рупельмонде. Друзья нашли его там и сумели вырвать из заключения.
3 апреля 1489 Лодевик Брюггский, вместо Филиппа Клевского, предводителя восставших фламандцев, скрепил печатью договор о коммерции и навигации, подписанный между королем Генрихом VII и городами Гентом, Брюгге и Ипром, представлявшими провинцию.
Тем не менее, Фландрия, покинутая французами, была вынуждена подчиниться Максимилиану. Уставший от длительной борьбы, граф ненадолго пережил окончание гражданской войны. Он умер 24 ноября 1492, и был погребен в церкви Нотр-Дам, где его гробница существовала до 1797 года.
Помимо военной и политической деятельности Лодевик Брюггский был известен как меценат и покровитель искусств. В 1474 году для того, чтобы он и его жена могли проходить из своего особняка прямо в церковь Нотр-Дам, была сооружена часовня, служившая также помостом для официальных церемоний. Этот памятник архитектуры украшен семейными гербами и девизом Plus est en vous («В вас есть большее»), с инициалами заказчиков: L и M. В небольшой нише помещена конная статуя Лодевика.
Сооружение было возведено в результате соглашения, заключенного 7 января 1471/1472. Магистраты согласились предоставить часовню в собственность Лодевику и его потомкам, а сеньор ван Грутхусе отказался от капеллы святой Агнесы, которой его семья владела в той же церкви, и которая была украшена великолепными орнаментами, гобеленами, изображавшими сцены из жизни небесного покровителя Лодевика, святого Бонифация, и обошедшейся в немалую сумму.
Буллой папы Пия II от 5 июня 1464 супругам было поручено основать в их владениях монастырь клариссинок, с уставом, незадолго до этого введенным святой Колеттой. Они продолжили этот проект, построив в 1469 году новую церковь, названную Мон-Синай, и освященную епископом Турне Ферри де Клюньи 31 августа 1477 в присутствии Максимилиана Габсбурга, герцогини Марии и Маргариты Йоркской.
Лодевик Брюггский был одним из самых известных библиофилов своего времени, его коллекция иллюминированных рукописей уступала только герцогской. Часть этих манускриптов, в том числе знаменитый «Фруассар» Грутхусе, украшенный миниатюрами лучших художников Брюгге, ныне хранится в Национальной библиотеке Франции.
Когда Колар Мансьон познакомил брюггцев с техникой книгопечатания, его основным покровителем также был Лодевик Брюггский, ставший крестным отцом его детей.

## Семья
Жена (ок. 1455): Маргарита ван Борселен (ум. 29.08.1510), дочь Хендрика II ван Борселена, сеньора де Ла-Вера и Флиссингена, и Жанны де Альвен
Дети:
- Лодевик ван Грутхусе (ум. 1461)
- Жан V де Брюгге (ум. 1512), граф Винчестерский, принц ван Стенхусе. Жена 1): (ок. 1478): Мари д'Оси, дочь Жана IV д'Оси и Жанны де Флави; 2) (1479): Рене де Бёй (ум. ок. 1479), дочь Антуана де Бёя, графа де Сансер, и бастарды Жанны Французской; 3) (1505): Мари де Мелён (ум. 1536), дама де Монмирай, дочь Жана VI де Мелёна, сеньора д'Антуан и Эпинуа, и Изабеллы де Люксембург
- Жан де Брюгге (ум. 1509), сеньор Авелгема, сенешаль Анжу. Жена: Луиза де Нель, дочь Жана IV д'Оффемона
- Маргарита ван Грутхусе
- Яна ван Грутхусе (ум. 1502). Муж: Якоб II ван Хорн (ум. 1530)
- Мария ван Грутхусе. Муж: Адриан II ван Крюйнинген, бургграф Зеландии
- Филиппина ван Грутхусе